# Nero (groupe)
Nero est un groupe de musique électronique originaire de Londres en Angleterre. Il se compose de Daniel Stephens, Joe Ray et Alana Watson. 

## Biographie
Nero est un groupe d'artistes de musique électronique, mieux connu pour produire de la house, du brostep et du drum and bass. Le premier titre brostep que Nero sortit en 2008 s'intitule This Way. En 2010, ils ont remporté le Beatport awards pour le Best Dubstep Act et Best Dubstep Track pour Act Like You Know en 2009. Nero a récemment sorti son premier album intitulé Welcome Reality (après la face B Me & You), sous le label MTA Records, de Chase & Status.
Sasha Frere-Jones, journaliste pour le New Yorker Magazine, a propulsé leur remix des Streets, Blinded by the Lights au sommet de sa liste des meilleures chansons de 2009. Le morceau fut largement diffusé sur les postes de radio britanniques, mais fut également joué par de nombreux DJ dont Chase & Status, Skream, Tiësto et Diplo. Plus récemment, Nero a également remixé les titres d’autres artistes comme ceux de La Roux, deadmau5, et N.E.R.D.

### Welcome Reality(2010-2013)
Le duo a sorti son premier single officiel Innocence au Royaume-Uni le 26 avril 2010. Le single était composé d'une face à deux titres intitulés Electron, à la fois disponible en téléchargement mais également sur vinyle. Le titre a atteint la 167e position du classement britannique des meilleurs singles mais s'est également retrouvé en 16e et 11e position des classements de musique Dance et Independent. Le 6 décembre 2010, Nero fut no 1 de l'enquête de la BBC qui cherchait à sonder les futurs nommés des BBC's Sound.
Cette nomination fut suivie de la sortie de leur deuxième single officiel Me & You le 8 décembre 2010. Le 2 janvier 2011, le single fut disponible au Royaume-Uni à la fois en téléchargement, mais aussi sous la forme d'un vinyle 12". Il a d'emblée occupé la 15e position du classement des meilleurs singles, ainsi que la première place du classement des titres de groupes indépendants. Le troisième titre du groupe, intitulé Guilt, fut diffusé pour la première fois lorsque Zane Lowe l'élut comme Hottest Record in the World (littéralement : titre le plus chaud du monde) le 22 février
Sorti le 24 avril, Guilt a directement atteint la 8e place du classement au Royaume-Uni. Le premier album du groupe londonien Welcome Reality a été diffusé pour la première fois le 15 août 2011 et reprend les titres Innocence, Me & You, Guilt et Promises. Ce dernier, Promises, a fait ses débuts le 17 mai lorsque Zane Lowe l'a élu Hottest Record in the World. Il s'agit du troisième titre consécutif du groupe recevant cette distinction. Le 14 août 2011, Promises a fait ses débuts comme no 1 du classement britanniques des meilleurs singles. Leur premier album, Welcome Reality, est sorti le 15 août 2011 et fut propulsé à la première place du classement des meilleurs albums.

### Between II Worlds(2013-2016)
Le 12 novembre 2013 Nero sort une musique de type ambiant Update de 28:08 sur YouTube et SoundCloud avec une tonalité assez sombre. En commentaire de la vidéo, Nero écrit "Désole de vous avoir laissé dans l'ombre pendant si longtemps, le second album arrive en 2014, une touche comique en relation avec le ton musical et une vidéo sombre et brumeuse. C'est le 13 mai 2014 que le groupe sort le single Satisfy en première sur BBC Radio 1 et est une nouvelle fois élu Hottest Record in the World par Zane Lowe. Le deuxième single du futur album The Thrill sort le 15 mars 2015 avec l'annonce que l'album est terminé et le 10 avril, Nero dévoile que l'album sortira sous le nom de Between II Worlds le 28 aout (28/08) qui nous rappelle la durée de Update et surtout le nom de la musique d'introduction de Welcome Reality. La date de sortie sera reportée au 11 septembre mais sera disponible en précommande le 28 aout avec la piste Satisfy et Into The Past offert.
Le 24 mai et 21 août le groupe dévoilera encore deux autres pistes avant la date de sortie de l'album  : Dark Skies et Two Minds. Between II Worlds comprend toutes les musiques précédentes ainsi que Into The Night où nous entendons pour la première fois un duo vocal entre Alana Watson et Daniel Stephens.
Les membres du groupe Dan Stephens et Alana Watson se marient en décembre 2015, ils annoncent en juin 2017 qu’ils attendent un bébé et qu'Alana ne continuera pas la tournée jusqu'à l’arrivée du nouveau-né en 2018.

### Projets Annexes (2016-Aujourd'hui)
Depuis leur album Between II Worlds, les membres de NERO commencent à se lancer dans d'autres projets. Joe Ray démarre un projet solo en 2017 sous le pseudonyme Joseph Ray, tandis que Stephens et Watson annoncent un nouveau projet pop : The Night, sortie en mars 2018. Durant la promotion de ce projet, Stephens et Watson clarifient que Nero est toujours actif en dépit des projets qu’ils font à côté, avec des nouvelles compositions en préparation.

## Discographie

### Album studio
| Titre                                                | Détails                                                                                   | Meilleure position | Meilleure position | Meilleure position | Meilleure position | Meilleure position | Meilleure position | Meilleure position | Meilleure position | Meilleure position | Certifications                                         |
| Titre                                                | Détails                                                                                   | R-U                | R-U Dance          | AUS                | BE-F               | IRL                | N-Z                | ÉCO                | SUI                | É-U Elec           | Certifications                                         |
| ---------------------------------------------------- | ----------------------------------------------------------------------------------------- | ------------------ | ------------------ | ------------------ | ------------------ | ------------------ | ------------------ | ------------------ | ------------------ | ------------------ | ------------------------------------------------------ |
| Welcome Reality                                      | - Sortie : 12 août 2011 - Label : MTA Records - Formats : CD, téléchargement digital      | 1                  | 1                  | 12                 | 29                 | 52                 | 32                 | 2                  | 88                 | 9                  | - Australie : Or (35 000) - Royaume-Uni : Or (100 000) |
| Between Two Worlds                                   | - Sortie : 11 septembre 2015 - Label : MTA Records - Formats : CD, téléchargement digital | 24                 | —                  | 9                  | 102                | —                  | 37                 | —                  | —                  | —                  |                                                        |
| "—" signifie que le single n'est pas sorti ou classé |                                                                                           |                    |                    |                    |                    |                    |                    |                    |                    |                    |                                                        |

### Singles
| Innocence / Electron                                 | 2010 | 167 | 16 | 15 | —  | —  | —  | —  |                 | Welcome Reality   |
| Me & You                                             | 2011 | 15  | 3  | 1  | —  | —  | —  | 23 |                 | Welcome Reality   |
| Guilt                                                | 2011 | 8   | 4  | —  | 62 | —  | —  | 11 |                 | Welcome Reality   |
| Promises                                             | 2011 | 1   | 1  | —  | 33 | 27 | 28 | 1  | - AUS : Platine | Welcome Reality   |
| Crush on You                                         | 2011 | 32  | 6  | —  | —  | —  | —  | 40 |                 | Welcome Reality   |
| Reaching Out                                         | 2011 | 92  | 9  | —  | —  | —  | —  | —  |                 | Welcome Reality   |
| Must Be the Feeling                                  | 2012 | 124 | 25 | —  | —  | —  | —  | —  |                 | Welcome Reality   |
| Satisfy                                              | 2014 | 50  | 13 | —  | —  | —  | —  | —  |                 | Between II Worlds |
| The Thrill                                           | 2015 | —   | —  | —  | —  | —  | —  | —  |                 | Between II Worlds |
| Two Minds                                            | 2015 | 27  | 9  | —  | —  | —  | —  | —  |                 | Between II Worlds |
| Dark Skies                                           | 2015 | —   | —  | —  | —  | —  | —  | —  |                 | Between II Worlds |
| "—" signifie que le single n'est pas sorti ou classé |      |     |    |    |    |    |    |    |                 |                   |

## Remixes
- Plan B - The Recluse
- N.E.R.D - Hypnotize U
- Skrillex - Syndicate
- Calvin Harris - Feel So Close
- deadmau5 - Ghosts 'n' Stuff
- Drake - Forever
- La Roux - I'm Not Your Toy
- Nero - Promises (Skrillex & Nero Remix)
- The Streets - Blinded By The Lights
- The Streets - In The Middle
- Boy Crisis - Dressed To Digress
- Rudenko - Everybody
- MJ Cole - Sincere
- SebastiAn ft. M.I.A. - C.T.F.O
- Michael Jackson - Speed Demon
- Monsta - Holdin On (Skrillex & Nero Remix)
- Justice - Stress (remix non créditée publiée sous le titre Angst)